# Vordere Mandling

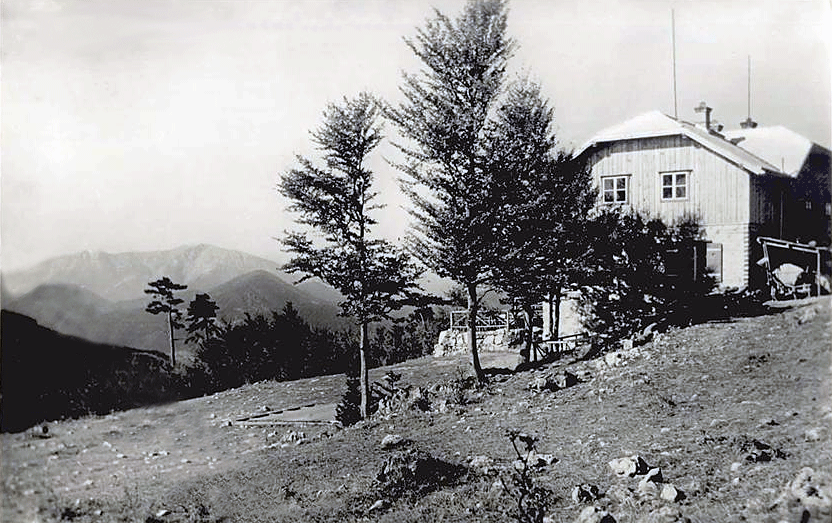
Ehemalige Lindkogler-Hütte als Ansichtskartenmotiv vor 1935

Die Vordere Mandling ist ein Berg im südlichen Niederösterreich, im Bezirk Wiener Neustadt-Land nördlich der Gemeinde Waldegg.
Der 925 m hohe Berg wird im Süden durch die Piesting begrenzt. Das bis nach Oed, Gemeinde Waldegg, hinab reichende Stampftal trennt ihn im Westen von der Hohen Mandling. Nach Norden senkt er sich bis zum Anstieg des angrenzenden Lindkogels und nach Osten bis nach Wopfing, ebenfalls Gemeinde Waldegg, ab.
Am 16. Mai 1920 wurde in der Einsattelung zwischen Mandling und Lindkogel auf 860 Höhenmetern eine aus einer adaptierten Jagdhütte hervorgegangene unbewirtschaftete Naturfreunde-Hütte eröffnet. 
Bis zu ihrer Zerstörung während des Zweiten Weltkriegs bestand auf Gipfelhöhe die ab 1925 errichtete Lindkogler-Hütte der Alpinen Gesellschaft D’Lindkogler Wien. 

## Entstehung des Namens
siehe Hohe Mandling.

## Wege
Die Gegend wird von Wanderern wegen ihrer zahlreichen Wege geschätzt. Die Vordere Mandling wird auch liebevoll als der Begrüßungsberg des Piestingtales bezeichnet. Der Anstieg ist auf folgenden Wegen möglich:
- Von Oed erschließt sich die Vordere Mandling über den Wanderweg 37 durch das Stampftal.
- Der am Gipfel vorüber führende Wanderweg 231 ist von Waldegg aus über den Wanderweg 201A und von Wopfing aus über den Wanderweg 38 erreichbar.